# Still Life (Talking)
Still Life (Talking) es un álbum de Pat Metheny Group, publicado en 1987 por Geffen Records. Fue el primer álbum del grupo en ser editado por este sello. Está compuesto de temas de Jazz fusión con influencias brasileñas y con elementos de folk y pop. Por esto mismo, para los seguidores del grupo, forma parte la llamada "Brazilian Trilogy" ("Trilogía Brasileña") junto con el álbum anterior First Circle (1984) y el siguiente Letter from Home (1989).
El tema "Last Train Home" fue utilizado en un comercial de Navidad de la cadena de supermercados "Publix" de Florida. Metheny, incluso, en una oportunidad bromeó al respecto refiriéndose a dicho tema como "la canción de Publix". El comercial se transmitió cada temporada festiva entre 1987 y 1996. El programa de radio NPR "Radio Deluxe con John Pizzarelli " utiliza la melodía como tema de cierre. La composición también fue utilizada por The Weather Channel a finales de los años 80.

## Lista de canciones
| N.º | Título                                     | Duración |  |
| 1.  | «Minuano (Six Eight)» (Metheny, Lyle Mays) | 9:28     |  |
| 2.  | «So May It Secretly Begin»                 | 6:25     |  |
| 3.  | «Last Train Home»                          | 5:41     |  |
| 4.  | «(It's Just) Talk»                         | 6:17     |  |
| 5.  | «Third Wind» (Metheny, Mays)               | 8:37     |  |
| 6.  | «Distance» (Mays)                          | 2:45     |  |
| 7.  | «In Her Family»                            | 3:17     |  |

## Personal
- Pat Metheny - Guitarra de jazz, Guitarra acústica, Guitarra eléctrica, Guitarra sintetizada
- Lyle Mays - Piano, Teclados
- Steve Rodby - Contrabajo, Bajo eléctrico
- Paul Wertico - Batería
- Armando Marçal - Percusión, Voces
- Mark Ledford, David Blamires - Voces

## Posicionamiento en listas
Album - Billboard
| Año  | Lista        | Posición |
| ---- | ------------ | -------- |
| 1987 | Black Albums | 43       |
| 1987 | Jazz Albums  | 1        |
| 1987 | Pop Albums   | 50       |

## Premios
Premios Grammy
| Año  | Ganador           | Categoría                                     |
| ---- | ----------------- | --------------------------------------------- |
| 1988 | Pat Metheny Group | Grammy Award for Best Jazz Fusion Performance |